# 신안 구굴도 바닷새류 번식지
신안 구굴도 바닷새류(뿔쇠오리, 바다제비, 슴새) 번식지는 대한민국 전라남도 신안군 구굴도에 있는, 바닷새들의 번식지이다. 대한민국의 천연기념물 제341호로 지정되어 있다.